# 冷水镇 (贵溪市)
冷水镇，是中华人民共和国江西省鹰潭市贵溪市下辖的一个乡镇级行政单位。

## 行政区划
冷水镇下辖以下地区：
云梦山社区、麻地村、富庶村和冷水村。